# De slimme Salam
De slimme Salam is een volksverhaal uit Indonesië.

## Het verhaal
De meester van de school heeft een koe laten slachten en Salam pakt stiekem de huid die hangt te drogen. Hij klimt in een boom, maar dieven verdelen hun buit onder deze boom. De huid valt en de dieven schrikken en rennen weg. Salam pakt het geld en stuurt driehonderd rijksdaalders naar zijn meester en zegt dat dit de opbrengst van de huid is. De meester laat al zijn andere koeien slachten, maar krijgt slechts een gulden per huid. Hij is woedend en steekt het huis van Salam in brand. Salam verzamelt de as en klimt ermee in de boom. Dieven verdelen hun buit en Salam laat de as vallen. De dieven schrikken en rennen weg en Salam pakt het geld en zend een gedeelte naar zijn meester. Hij zegt dat het een deel van de opbrengst van het verbrande huis is en de meester steekt zijn eigen huis in brand. Met de zakken as op de markt krijgt hij maar een paar centen. De meester vindt Salam en zijn vrouw en schoonmoeder. Salam laat zijn vrouw zich in een mat rollen en de meester denkt dat de schoonmoeder de vrouw van Salam is. Hij vraagt waarom hij met een oude vrouw is getrouwd. Salam zegt een stok te hebben, waarmee hij haar jong kan maken. De meester beloofd Salam met rust te laten in ruil voor de stok en gaat naar huis. Hij slaat zijn oude vrouw met de stok tot hij niets meer hoort. Zijn vrouw is gerimpeld en bont en blauw.

## Achtergronden bij het verhaal
- Dieven die juist bezig zijn de buit te verdelen en schrikken voor iets dat uit de boom valt, is een zeer bekend motief. Het motief van de dierenhuid is ook in Europa bekend, maar hoort waarschijnlijk in Azië thuis.
- Verschillende varianten met het verhaal of motieven komen voor op onder andere Java, Madura en Sumatra (Batak).
- Vergelijk met De meesterdief, Het boerke en Simeliberg.